# Adenophora rupincola
Adenophora rupincola là loài thực vật có hoa trong họ Hoa chuông. Loài này được William Hemsley mô tả khoa học đầu tiên năm 1889.